# 2. česká hokejová liga 2014/2015
2. česká hokejová liga v sezóně 2014/2015 byla 22. ročníkem samostatné třetí nejvyšší české soutěže v ledním hokeji. Z 1. ligy do tohoto ročníku sestoupilo mužstvo HC Berounští Medvědi. Tým HC Orlová se do soutěže z finančních důvodů nepřihlásil, nahradil ho klub SK Karviná druhý klub kvalifikace (vítězné mužstvo HC Uničov o postup neprojevil zájem. Z krajských přeborů do tohoto ročníku druhé ligy naopak postoupil tým HC BAK Trutnov. Do soutěže nakonec nenastoupil z finančních důvodů ani tým HC Berounští Medvědi.
HC Zubr Přerov uspěl v baráži o 1. českou hokejovou ligu a zúčastní se jejího dalšího ročníku. Týmy z Karviné a Klatov, které měly původně sestoupit do krajských přeborů, zůstanou díky rozhodnutí o rozšíření soutěže v druhé lize na další sezónu.

## Systém soutěže
Soutěže se účastnilo 28 celků rozdělených do dvou skupin po sedmnácti a jedenácti mužstvech. Celky se mezi sebou v rámci skupiny utkaly ve skupině západ dvoukolově každý s každým - celkem 32 a ve skupině východ čtyřkolově každý s každým - celkem 40 kol. Do play off postoupila ze skupiny východ nejlepší osmička týmů a ze skupiny západ prvních šestnáct týmů. V play off se hrálo na tři vítězná utkání. Vítězové semifinále play off skupiny západ a vítěz play off skupiny východ se utkali v tříčlenné skupině dvoukolově každý s každým o jedno postupové místo do 1. ligy. Poslední tým skupiny západ a poslední tým skupiny východ sestoupil do krajského přeboru.

## Západ
- Karlovarský kraj: HC Baník Sokolov
- Středočeský kraj: HC Řisuty, NED Hockey Nymburk, TJ SC Kolín
- Ústecký kraj: HC Děčín, HC Draci Bílina, HC Klášterec nad Ohří
- Praha: HC Kobra Praha
- Jihočeský kraj: HC Tábor, KLH Vajgar Jindřichův Hradec
- Liberecký kraj: HC Vlci Jablonec nad Nisou
- Plzeňský kraj: SHC Klatovy
- Vysočina: SKLH Žďár nad Sázavou, HC Lední Medvědi Pelhřimov, HC Moravské Budějovice
- Královéhradecký kraj: HC Stadion Vrchlabí, HC BAK Trutnov

### Základní část
| Vysvětlivka                   |
| ----------------------------- |
| Postup do osmifinále play off |
| Tým vyřazen                   |
| Sestup                        |

| Poř. | Tým                          | Z  | V  | VP | PP | P  | VG  | OG  | B  |
| ---- | ---------------------------- | -- | -- | -- | -- | -- | --- | --- | -- |
| 1.   | HC Baník Sokolov             | 32 | 25 | 2  | 1  | 4  | 150 | 76  | 80 |
| 2.   | HC Kobra Praha               | 32 | 24 | 1  | 0  | 7  | 160 | 90  | 74 |
| 3.   | HC Tábor                     | 32 | 19 | 4  | 5  | 4  | 134 | 71  | 70 |
| 4.   | SC Kolín                     | 32 | 21 | 2  | 2  | 7  | 133 | 89  | 69 |
| 5.   | HC Stadion Vrchlabí          | 32 | 16 | 4  | 1  | 11 | 136 | 126 | 57 |
| 6.   | HC Vlci Jablonec nad Nisou   | 32 | 15 | 4  | 2  | 11 | 121 | 93  | 55 |
| 7.   | SKLH Žďár nad Sázavou        | 32 | 13 | 4  | 3  | 12 | 113 | 99  | 50 |
| 8.   | HC Děčín                     | 32 | 12 | 2  | 5  | 13 | 119 | 120 | 45 |
| 9.   | NED Hockey Nymburk           | 32 | 9  | 7  | 4  | 12 | 119 | 136 | 45 |
| 10.  | HC Řisuty                    | 32 | 10 | 3  | 4  | 15 | 124 | 137 | 40 |
| 11.  | HC Lední Medvědi Pelhřimov   | 32 | 9  | 2  | 5  | 16 | 115 | 150 | 36 |
| 12.  | HC Draci Bílina              | 32 | 9  | 3  | 2  | 18 | 112 | 148 | 35 |
| 13.  | HC Moravské Budějovice 2005  | 32 | 9  | 2  | 3  | 18 | 96  | 130 | 34 |
| 14.  | HC BAK Trutnov               | 32 | 10 | 1  | 2  | 19 | 90  | 126 | 34 |
| 15.  | KLH Vajgar Jindřichův Hradec | 32 | 8  | 3  | 2  | 19 | 103 | 146 | 32 |
| 16.  | HC Klášterec nad Ohří        | 32 | 9  | 1  | 2  | 20 | 104 | 141 | 31 |
| 17.  | SHC Klatovy                  | 32 | 7  | 2  | 4  | 19 | 89  | 141 | 29 |

### Play off

#### Osmifinále
- HC Baník Sokolov - HC Klášterec nad Ohří 4:2 (2:1, 1:0, 1:1)
- HC Klášterec nad Ohří - HC Baník Sokolov 0:3 (0:1, 0:2, 0:0)
- HC Baník Sokolov - HC Klášterec nad Ohří 7:1 (2:0, 2:0, 3:1)
- Konečný stav série 3:0 na zápasy pro HC Baník Sokolov

- HC Kobra Praha - KLH Vajgar Jindřichův Hradec 4:1 (2:0, 0:0, 2:1)
- KLH Vajgar Jindřichův Hradec - HC Kobra Praha 3:6 (0:3, 2:0, 1:3)
- HC Kobra Praha - KLH Vajgar Jindřichův Hradec 9:1 (5:0, 1:1, 3:0)
- Konečný stav série 3:0 na zápasy pro HC Kobra Praha

- HC Tábor - HC BAK Trutnov 7:1 (1:1, 2:0, 4:0)
- HC BAK Trutnov - HC Tábor 2:3 (2:1, 0:1, 0:0 - 0:1)
- HC Tábor - HC BAK Trutnov 6:1 (2:1, 2:0, 2:0)
- Konečný stav série 3:0 na zápasy pro HC Tábor

- SC Kolín - HC Moravské Budějovice 2005 6:4 (0:2, 1:2, 5:0)
- HC Moravské Budějovice 2005 - SC Kolín 0:5 (0:1, 0:3, 0:1)
- SC Kolín - HC Moravské Budějovice 2005 4:3 (2:0, 1:2, 1:1)
- Konečný stav série 3:0 na zápasy pro SC Kolín

- HC Stadion Vrchlabí - HC Draci Bílina 0:5k [pozn. 1]
- HC Draci Bílina - HC Stadion Vrchlabí 5:2 (2:2, 2:0, 1:0)
- HC Stadion Vrchlabí - HC Draci Bílina 0:5k [pozn. 1]
- Konečný stav série 3:0 na zápasy pro HC Draci Bílina

- HC Vlci Jablonec nad Nisou - HC Lední Medvědi Pelhřimov 4:2 (1:0, 1:2, 2:0)
- HC Lední Medvědi Pelhřimov - HC Vlci Jablonec nad Nisou 3:5 (1:3, 2:0, 0:2)
- HC Vlci Jablonec nad Nisou - HC Lední Medvědi Pelhřimov 1:4 (0:0, 1:2, 0:2)
- HC Lední Medvědi Pelhřimov - HC Vlci Jablonec nad Nisou 2:3 (0:1, 1:2, 1:0)
- Konečný stav série 3:1 na zápasy pro HC Vlci Jablonec nad Nisou

- SKLH Žďár nad Sázavou - HC Řisuty 7:2 (3:1, 3:1, 1:0)
- HC Řisuty - SKLH Žďár nad Sázavou 0:3 (0:2, 0:0, 0:1)
- SKLH Žďár nad Sázavou - HC Řisuty 7:0 (2:0, 2:0, 3:0)
- Konečný stav série 3:0 na zápasy pro SKLH Žďár nad Sázavou

- NED Hockey Nymburk - HC Děčín 5:1 (3:0, 1:0, 1:1)
- HC Děčín - NED Hockey Nymburk 4:2 (0:2, 2:0, 2:0)
- HC Děčín - NED Hockey Nymburk 4:1 (1:0, 2:0, 1:1)
- NED Hockey Nymburk - HC Děčín 1:3 (0:1, 1:1, 0:1)
- Konečný stav série 3:1 na zápasy pro HC Děčín

#### Čtvrtfinále
- HC Baník Sokolov - HC Draci Bílina 7:2 (3:1, 1:0, 3:1)
- HC Draci Bílina - HC Baník Sokolov 5:3 (1:1, 1:1, 3:1)
- HC Baník Sokolov - HC Draci Bílina 7:1 (1:0, 1:0, 5:1)
- HC Draci Bílina - HC Baník Sokolov 2:3 (0:2, 2:0, 0:1)
- Konečný stav série 3:1 na zápasy pro HC Baník Sokolov

- HC Kobra Praha - HC Děčín 2:3 PP (2:2, 0:0, 0:0 - 0:1)
- HC Děčín - HC Kobra Praha 2:3 PP (0:0, 2:2, 0:0 - 0:1)
- HC Kobra Praha - HC Děčín 3:1 (3:0, 0:1, 0:0)
- HC Děčín - HC Kobra Praha 6:5 PP (0:1, 3:3, 2:1 - 1:0)
- HC Kobra Praha - HC Děčín 5:1 (1:0, 2:0, 2:1)
- Konečný stav série 3:2 na zápasy pro HC Kobra Praha

- HC Tábor - SKLH Žďár nad Sázavou 5:4 (2:1, 0:2, 3:1)
- SKLH Žďár nad Sázavou - HC Tábor 1:4 (0:1, 0:1, 1:2)
- HC Tábor - SKLH Žďár nad Sázavou 3:2 (0:0, 2:0, 1:2)
- Konečný stav série 3:0 na zápasy pro HC Tábor

- SC Kolín - HC Vlci Jablonec nad Nisou 3:4 (1:1, 1:2, 1:0 - 0:1)
- HC Vlci Jablonec nad Nisou - SC Kolín 6:4 (3:2, 0:2, 3:0)
- SC Kolín - HC Vlci Jablonec nad Nisou 1:2 (1:0, 0:2, 0:0)
- Konečný stav série 3:0 na zápasy pro HC Vlci Jablonec nad Nisou

#### Semifinále
- HC Baník Sokolov - HC Vlci Jablonec nad Nisou 7:2 (3:0, 3:1, 1:1)
- HC Vlci Jablonec nad Nisou - HC Baník Sokolov 5:6 SN (1:2, 2:2, 2:1 - 0:0)
- HC Baník Sokolov - HC Vlci Jablonec nad Nisou 2:0 (0:0, 2:0, 0:0)
- Konečný stav série 3:0 na zápasy pro HC Baník Sokolov
- HC Kobra Praha - HC Tábor 4:3 (3:0, 1:1, 0:2)
- HC Tábor - HC Kobra Praha 7:1 (1:1, 3:0, 3:0)
- HC Kobra Praha - HC Tábor 4:5 PP (3:1, 1:2, 0:1 - 0:1)
- HC Tábor - HC Kobra Praha 2:3 (1:1, 0:1, 1:1)
- HC Kobra Praha - HC Tábor 4:5 SN (1:0, 1:3, 2:1 – 0:0)
- Konečný stav série 3:2 na zápasy pro HC Tábor

Týmy HC Baník Sokolov a HC Tábor postoupily do kvalifikace o 1. ligu.
SHC Klatovy nesestupují díky rozhodnutí svazu o rozšíření soutěže.

## Východ
- Moravskoslezský kraj: HC Frýdek-Místek, HC Nový Jičín, SK Karviná, HC RT Torax Poruba, HC Slezan Opava
- Zlínský kraj: HC Bobři Valašské Meziříčí, VHK Vsetín
- Olomoucký kraj: HC Zubr Přerov
- Jihomoravský kraj: HC Břeclav, SHK Hodonín, VSK Technika Brno

### Základní část
| Vysvětlivka                    |
| ------------------------------ |
| Postup do čtvrtfinále play off |
| Tým vyřazen                    |
| Sestup                         |

| Poř. | Tým                        | Z  | V  | VP | PP | P  | VG  | OG  | B  |
| ---- | -------------------------- | -- | -- | -- | -- | -- | --- | --- | -- |
| 1.   | HC Zubr Přerov             | 40 | 26 | 3  | 2  | 9  | 140 | 77  | 86 |
| 2.   | HC RT Torax Poruba         | 40 | 21 | 7  | 5  | 7  | 177 | 107 | 82 |
| 3.   | VHK Vsetín                 | 40 | 24 | 4  | 1  | 11 | 144 | 110 | 81 |
| 4.   | HC Technika Brno           | 40 | 21 | 4  | 3  | 12 | 141 | 96  | 74 |
| 5.   | HC Slezan Opava            | 40 | 18 | 4  | 3  | 15 | 127 | 118 | 65 |
| 6.   | HK Nový Jičín              | 40 | 18 | 1  | 6  | 15 | 132 | 125 | 62 |
| 7.   | SHK Hodonín                | 40 | 17 | 2  | 6  | 15 | 144 | 138 | 61 |
| 8.   | HC Lvi Břeclav             | 40 | 13 | 2  | 2  | 23 | 97  | 134 | 45 |
| 9.   | HC Bobři Valašské Meziříčí | 40 | 12 | 2  | 3  | 23 | 109 | 165 | 43 |
| 10.  | HC Frýdek-Místek           | 40 | 8  | 4  | 1  | 27 | 113 | 180 | 33 |
| 11.  | SK Karviná                 | 40 | 7  | 2  | 3  | 28 | 107 | 181 | 28 |

### Play off

#### Čtvrtfinále
- HC Zubr Přerov - HC Lvi Břeclav 9:0 (0:0, 6:0, 3:0)
- HC Lvi Břeclav - HC Zubr Přerov 0:2 (0:0, 0:0, 0:2)
- HC Zubr Přerov - HC Lvi Břeclav 6:0 (1:0, 1:0, 4:0)
- Konečný stav série 3:0 na zápasy pro HC Zubr Přerov

- HC RT Torax Poruba - SHK Hodonín 8:0 (2:0, 5:0, 1:0)
- SHK Hodonín - HC RT Torax Poruba 1:3 (1:2, 0:0, 0:1)
- HC RT Torax Poruba - SHK Hodonín 3:2 (2:1, 0:0, 0:1 - 1:0)
- Konečný stav série 3:0 na zápasy pro HC RT Torax Poruba

- VHK Vsetín - HK Nový Jičín 6:1 (4:0, 1:0, 1:1)
- HK Nový Jičín - VHK Vsetín 1:3 (0:0, 0:1, 1:2)
- VHK Vsetín - HK Nový Jičín 6:4 (1:1, 2:2, 3:1)
- Konečný stav série 3:0 na zápasy pro VHK Vsetín

- HC Technika Brno - HC Slezan Opava 3:4 (1:0, 0:3, 2:0 - 0:0)
- HC Slezan Opava - HC Technika Brno 4:2 (3:0, 0:1, 1:1)
- HC Technika Brno - HC Slezan Opava 0:1 (0:1, 0:0, 0:0)
- Konečný stav série 3:0 na zápasy pro HC Slezan Opava

#### Semifinále
- HC Zubr Přerov - HC Slezan Opava 8:3 (1:0, 3:1, 4:2)
- HC Slezan Opava - HC Zubr Přerov 4:6 (0:1, 3:4, 1:1)
- HC Zubr Přerov - HC Slezan Opava 0:1 SN (0:0, 0:0, 0:0 - 0:0)
- HC Slezan Opava - HC Zubr Přerov 0:2 (0:0, 0:0, 0:2)
- Konečný stav série 3:1 na zápasy pro HC Zubr Přerov

- HC RT Torax Poruba - VHK Vsetín 2:4 (1:2, 0:1, 1:1)
- VHK Vsetín - HC RT Torax Poruba 5:2 (1:0, 0:1, 4:1)
- HC RT Torax Poruba - VHK Vsetín 4:3 PP (0:1, 2:0, 1:2 - 1:0)
- VHK Vsetín - HC RT Torax Poruba 0:4 (0:0, 0:2, 0:2)
- HC RT Torax Poruba - VHK Vsetín 0:6 (0:1, 0:3, 0:2)
- Konečný stav série 3:2 na zápasy pro VHK Vsetín

#### Finále
- HC Zubr Přerov - VHK Vsetín 9:1 (4:0, 3:0, 2:1)
- VHK Vsetín - HC Zubr Přerov 3:1 (1:0, 0:0, 2:1)
- HC Zubr Přerov - VHK Vsetín 3:2 (1:0, 0:0, 2:2)
- VHK Vsetín - HC Zubr Přerov 4:2 (2:1, 1:0, 1:0)
- HC Zubr Přerov - VHK Vsetín 4:3 (0:1, 3:1, 1:1)
- Konečný stav série 3:2 na zápasy pro HC Zubr Přerov

Tým HC Zubr Přerov postoupil do kvalifikace o 1. ligu.
SK Karviná nesestupuje díky rozhodnutí svazu o rozšíření soutěže.

## Kvalifikace o postup do 2. ligy
- Přeborníci Plzeňského, Královéhradeckého, Jihomoravského a Pardubického krajského přeboru se vzdali účasti. Na Vysočině, Olomouckém a v Ústeckém kraji se nejvyšší krajské soutěže neorganizovaly.

V každé ze skupin se utkal dvoukolově každý s každým (doma a venku). Kvalifikace se hrála dle norem pro 2. ligu.

### Účastníci
- HC Lomnice nad Popelkou (přeborník Libereckého krajského přeboru)
- HC Letci Letňany (přeborník Pražského přeboru)
- SK Kadaň "B" (přeborník Karlovarského krajského přeboru)
- HC Slavoj Velké Popovice (přeborník Středočeského krajského přeboru)
- IHC Písek (přeborník Jihočeského krajského přeboru)
- HC Kopřivnice (přeborník Moravskoslezského krajského přeboru)
- Hokej Uherský Ostroh (přeborník Zlínského krajského přeboru)

### Kvalifikace A

#### Skupina A
| Poř. | Tým                     | Z | V | VP | PP | P | VG | OG | B |
| ---- | ----------------------- | - | - | -- | -- | - | -- | -- | - |
| 1.   | HC Lomnice nad Popelkou | 4 | 3 | 0  | 0  | 1 | 18 | 7  | 9 |
| 2.   | HC Letci Letňany        | 4 | 3 | 0  | 0  | 1 | 17 | 10 | 9 |
| 3.   | SK Kadaň "B"            | 4 | 0 | 0  | 0  | 4 | 6  | 24 | 0 |

| 13. března 2015 20:15 | HC Letci Letňany | 4 : 2 (0:0, 3:1, 1:1) | SK Kadaň B | Ice arena, Letňany |  |

| 15. března 2015 18:00 | HC Lomnice nad Popelkou | 5 : 2 (2:1, 1:1, 2:0) | HC Letci Letňany | Zimní stadion Lomnice Nad Popelkou, Lomnice nad Popelkou |  |

| 20. března 2015 18:00 | SK Kadaň B | 0 : 2 (0:0, 0:1, 0:1) | HC Lomnice nad Popelkou | Zimní stadion Kadaň, Kadaň |  |

| 22. března 2015 19:30 | SK Kadaň B | 2 : 8 (2:2, 0:4, 0:2) | HC Letci Letňany | Zimní stadion Kadaň, Kadaň |  |

| 27. března 2015 19:30 | HC Letci Letňany | 3 : 1 (0:0, 0:0, 3:1) | HC Lomnice nad Popelkou | Ice arena, Letňany |  |

| 29. března 2015 18:00 | HC Lomnice nad Popelkou | 10 : 2 (4:0, 2:2, 4:0) | SK Kadaň B | Zimní stadion Lomnice Nad Popelkou, Lomnice nad Popelkou |  |

#### Skupina B
| 15. března 2015 18:00 | HC Slavoj Velké Popovice | 2 : 6 (1:3, 1:3, 0:0) | IHC Písek | Zimní stadion Velké Popovice, Velké Popovice |  |

| 22. března 2015 17:00 | IHC Písek | 9 : 4 (1:2, 5:1, 3:1) | HC Slavoj Velké Popovice | Zimní stadion Písek, Písek |  |

#### O postup
| 3. dubna 2015 18:30 | HC Lomnice nad Popelkou | 5 : 7 (3:2, 1:1, 1:4) | IHC Písek | Zimní stadion Lomnice nad Popelkou, Lomnice nad Popelkou |  |

| 5. dubna 2015 17:00 | IHC Písek | 6 : 2 (2:1, 1:0, 3:1) | HC Lomnice nad Popelkou | Zimní stadion Písek, Písek |  |

Tým IHC Písek postoupil do druhé ligy, když celkově zvítězil 4:0 na body.

### Kvalifikace B

#### Skupina C
| 15. března 2015 17:00               | Hokej Uherský Ostroh                | 1 : 3 (0:1, 0:1, 1:1) | HC Kopřivnice                                      | Zimní stadion Uherský Ostroh, Uherský Ostroh Návštěvnost: 610 |  |
| 50. V. Galuška (J. Galuška, Fojtík) | 50. V. Galuška (J. Galuška, Fojtík) |                       | 2. Sluštík, 37. Horák (Marek), 46. Štěpják (Horák) |                                                               |  |
| 30 min                              | 30 min                              | Tresty                | 30 min                                             |                                                               |  |

| 21. března 2015 17:00                                                                                           | HC Kopřivnice                                                                                                   | 4 : 4 (2:1, 1:1, 1:2) | Hokej Uherský Ostroh                                                                   | Zimní stadion Kopřivnice, Kopřivnice Návštěvnost: 3219 |  |
| | | Brankáři              |                                                                                        | Rozhodčí: Helcl Čároví: Holibka Kašík                  |  |
| 10. Horák (Kameníček), 19. Petružálek (F. Chvostek, Bonk), 37. F. Chvostek (Štěpják), 46. F. Chvostek (Sluštík) | 10. Horák (Kameníček), 19. Petružálek (F. Chvostek, Bonk), 37. F. Chvostek (Štěpják), 46. F. Chvostek (Sluštík) |                       | 2. Antonovič (Klimovič, Bachan), 36. Tóth, 55. Klimovič (Hrbatý), 57. Klimovič (Flora) | Rozhodčí: Helcl Čároví: Holibka Kašík                  |  |
| 23 min | 23 min | Tresty                | 14 min                                                                                 | Rozhodčí: Helcl Čároví: Holibka Kašík                  |  |

Tým HC Kopřivnice postoupil do druhé ligy, když celkově zvítězil 3:1 na body.